# Маори

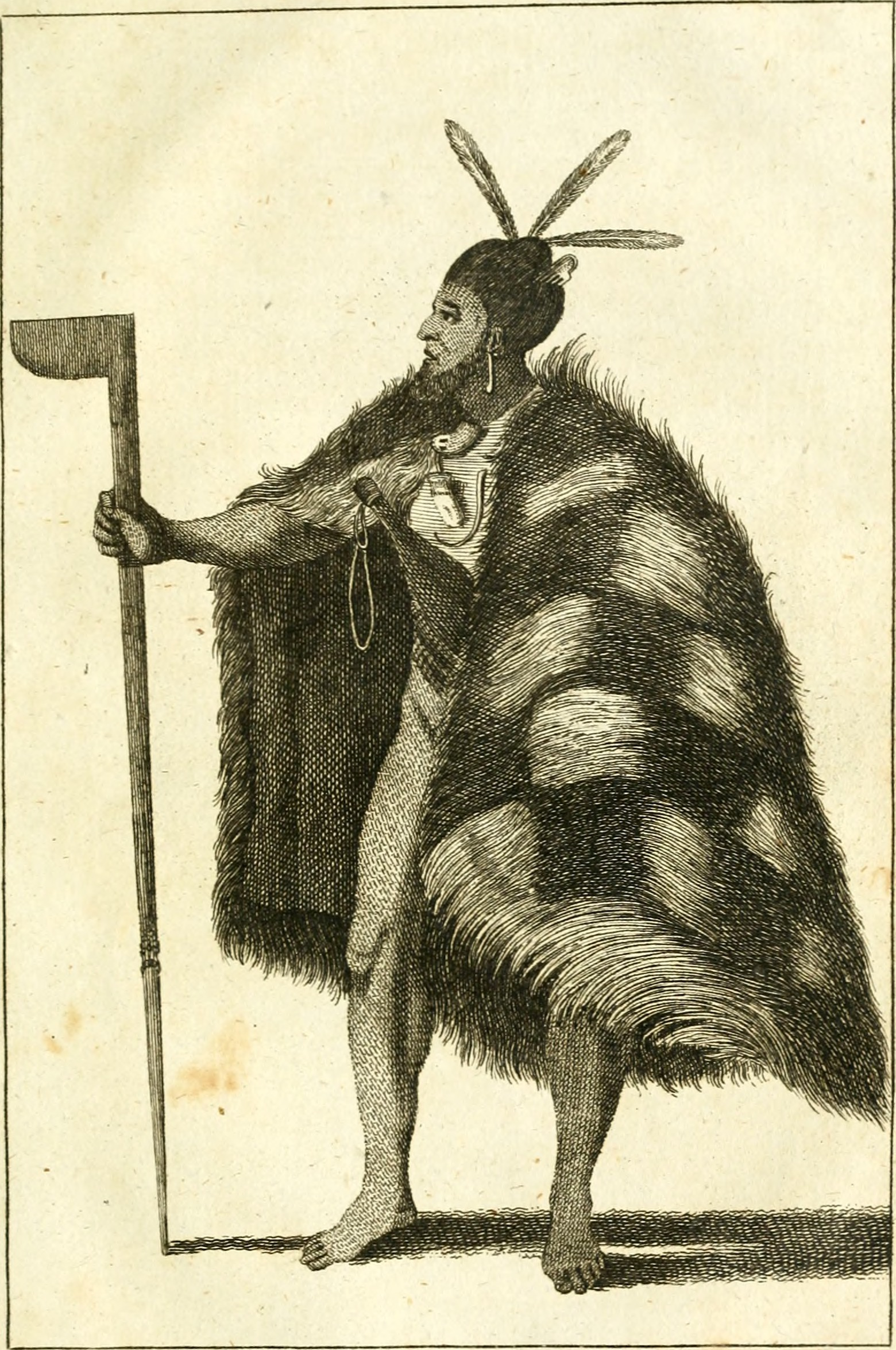
Вождь маори с боевым веслом тайаха. Рис. Дэвида Генри (1773)

Ма́ори — коренной народ Новой Зеландии и основное население страны до прибытия европейцев. Говорят на языке австронезийской языковой семьи — маори.
По переписи 2013 года, в Новой Зеландии было около 600 тысяч маори, что составляло приблизительно 15 % населения страны; в 2023 году маори в Новой Зеландии было 978 246 человек. Значительное число (около 155 тысяч) маори живёт в Австралии и около 3,5 тысяч — в США. На островах Кука (государство в «свободной ассоциации» с Новой Зеландией) живёт родственный народ — маори островов Кука (самоназвание — маори), где они являются коренным народом и составляют бо́льшую часть населения (87,7 %).

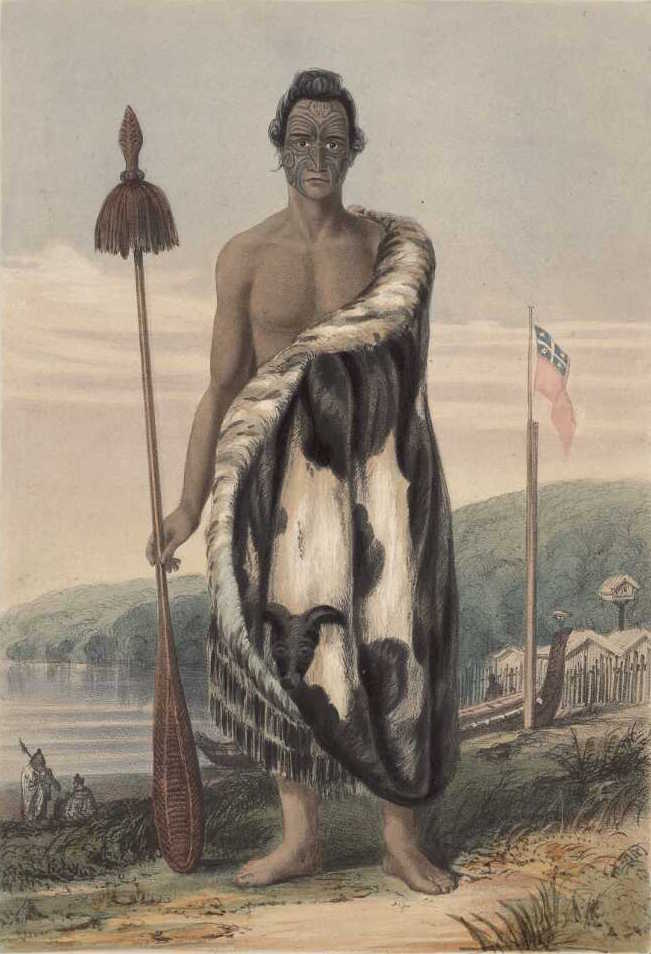
Те Пуни, вождь маори с тайаха. Рис. Э. Дж. Уэйкфилда (1839)

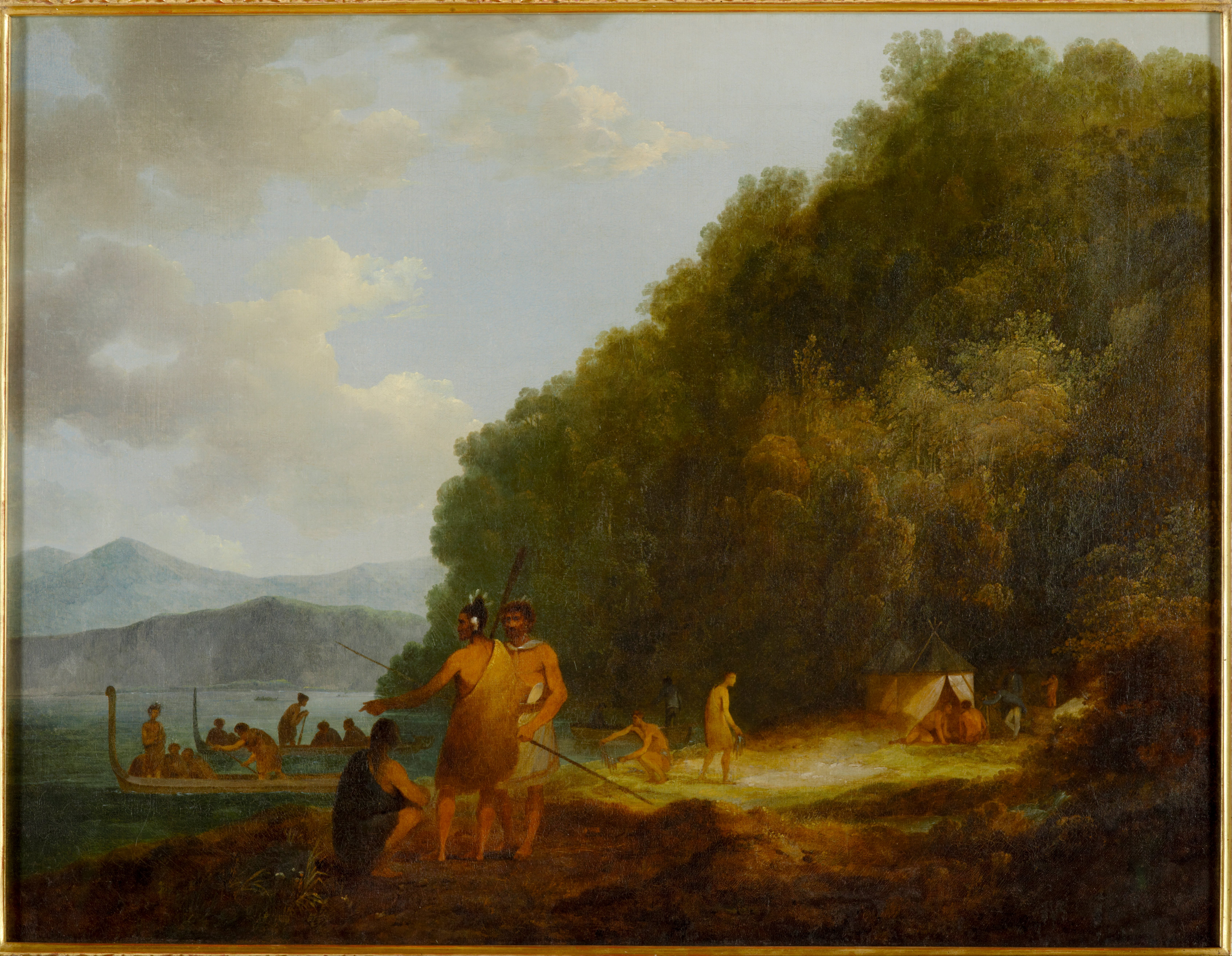
Маори в заливе Королевы Шарлотты. Худ. Джон Уэббер (1788)

## Самоназвание
На языке маори слово māori означает «нормальные», «естественные» или «обычные». Когнаты этому названию встречаются в других полинезийских языках и происходят от корня *ma(a)qoli, изначально значившего «настоящий, истинный». В легендах и устных преданиях слово «маори» отличало людей (tāngata māori) от божества и духа (wairua).
Ранее европейские переселенцы островов Новой Зеландии упоминали аборигенов как «индийцы», «аборигены», «местные» или «новозеландцы». Слово «маори» оставалось самоназванием народа для его самоопределения. В 1947 году правительство Новой Зеландии переименовало Министерство по делам аборигенов в Министерство по делам маори.

## История

Переселение Маори в Новую Зеландию представляет собой конечную точку длинной цепи переселений полинезийцев по тихоокеанским островам. В настоящее время установлено, что прародиной австронезийских языков, на которых говорят полинезийцы, является о. Тайвань (см. тайваньские языки)

Люди заселили Новую Зеландию после заселения почти всех пригодных для проживания мест на планете. Археологические и лингвистические исследования предполагают, что в Новую Зеландию между 800 и 1300 годом нашей эры прибыли несколько волн переселенцев из Восточной Полинезии. Последние исследования позволили уточнить время поселения полинезийцев на новой родине. Сопоставление родословных, радиоуглеродный анализ, свидетельства обезлесения и изменчивость митохондриальной ДНК у маори позволяют сделать вывод о том, что первые восточные полинезийцы поселились здесь в 1250—1300 годах.

Первая миграция людей в Новую Зеландию

У маори существует легенда о том, как они прибыли в Новую Зеландию на 7 каноэ со своей прародины Гаваики. Это общая прародина всех полинезийцев (по более современной версии, первоначально, Ява), но на пути своего следования мореплаватели могли давать это имя также и другим островам, например, Гавайи, Савайи, Хива. По названиям каноэ получили свои названия и племена: Арава, Аотева, Мататуа, Таинуио, Курахаупо, Токомару, Такитуму. Каждое из племён селилось со своим вождём на строго определённой территории. Предания сохранили не только названия лодок, но и имена вождей и рулевых.
Часть маори мигрировала на архипелаг Чатем (названный ими Rekohu «Затуманенное Солнце»), где превратились в народ мориори с отдельной культурой, отличавшейся от воинственных маори пацифизмом.

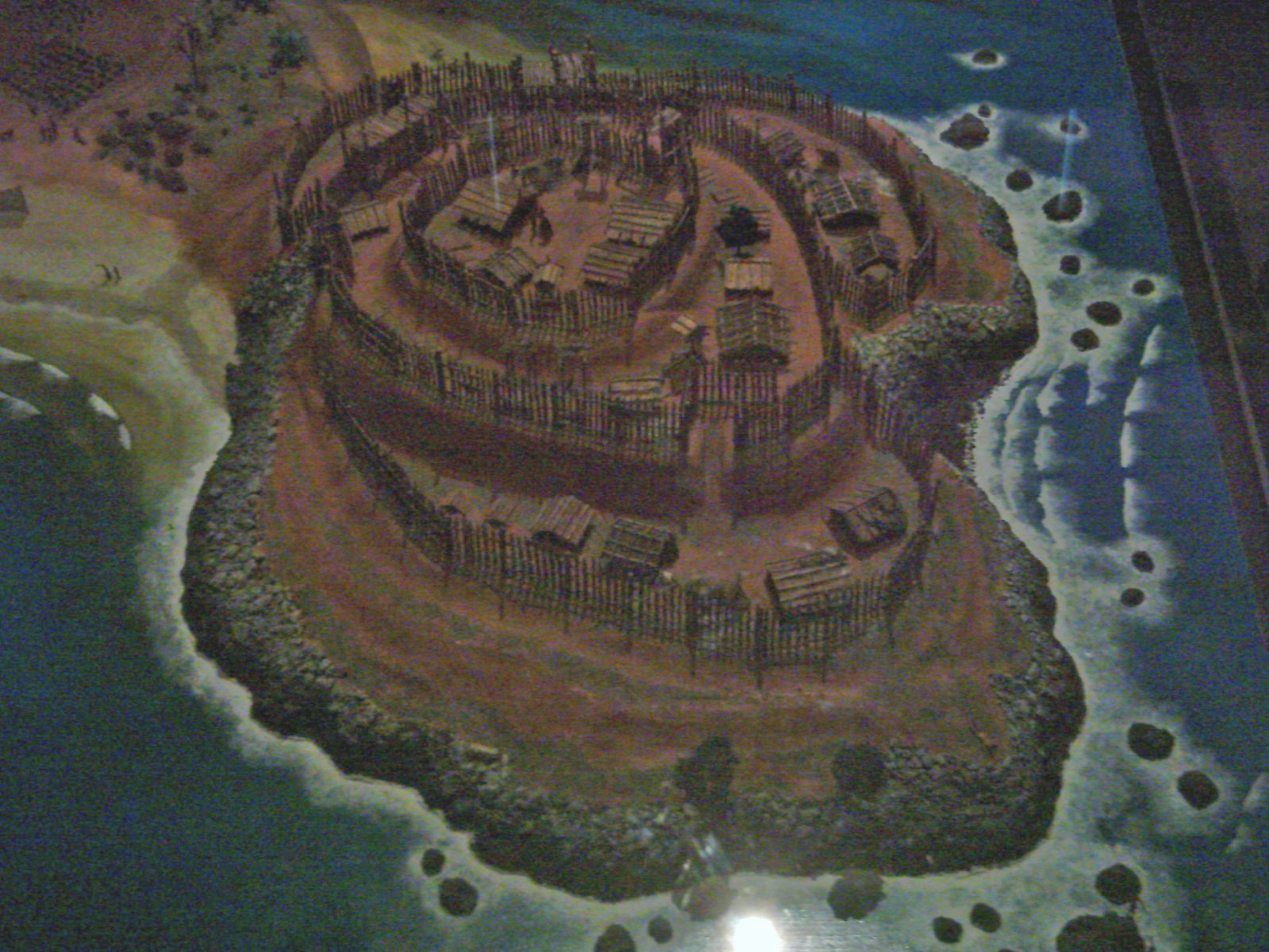
Модель укреплённого поселения «па», построенного на мысе. Такие поселения распространились в классический период (1500—1642) как следствие роста населения и конкуренции за обладание землями и ресурсами

Маршрут, по которому маори прибыли в Новую Зеландию, точно не установлен.
Первоначальное название, данное стране маори до появления здесь первых европейцев, не сохранилось, однако известно, что остров Северный маори именовали Те Ика-а-Мауи (маори Te Ika-a-Māui), что может быть переведено как «рыба Мауи». Мауи — полубог в легендах маори, поймавший в океане огромную рыбу, которая превратилась после этого в остров. Остров Южный имел два распространённых названия: Те Ваи Поунаму (маори Te Wai Pounamu) и Те Вака-а-Мауи (маори Te Waka a Māui) . Первое название может быть переведено как «нефритовая вода», а второе — как «лодка, принадлежащая Мауи», уже упомянутому выше полубогу легенд маори. До начала XX века остров Северный часто именовался коренными жителями Аотеароа (Aotearoaо файле), что может быть переведено как «страна длинного белого облака» (ao «облако», tea «белый», roa «длинный»). Позднее именно это название стало общепринятым названием в языке маори для всей страны.

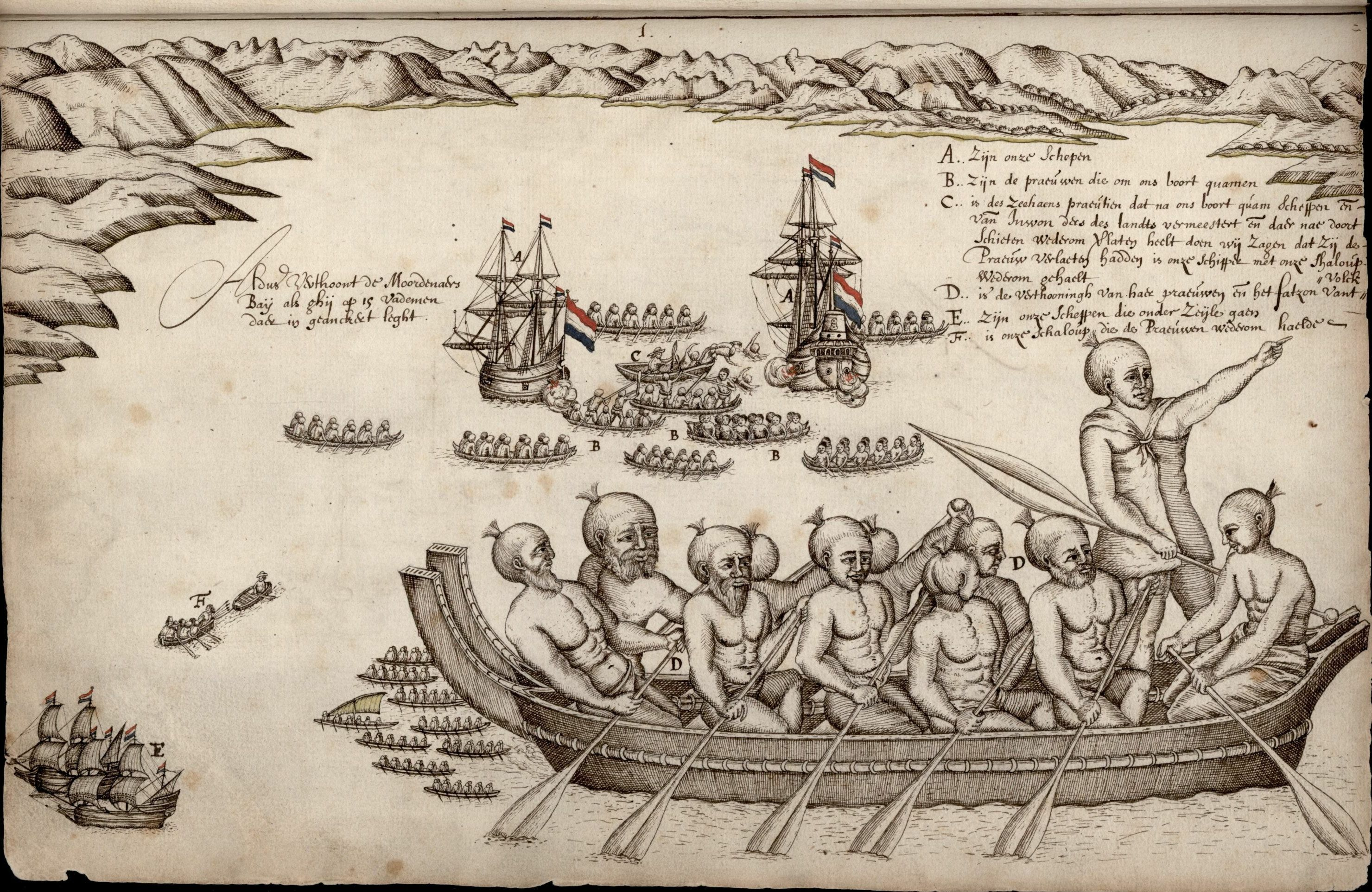
Маори в каноэ. Рис. Исаака Гильсеманса, участника экспедиции Абеля Тасмана, 1642 г.

На основе преданий маори, археологических раскопок и других сведений история маори в Новой Зеландии разбивается на следующие периоды: архаический (1280—1500), классический (1500—1642) и период ранних контактов с европейцами (1642—1840).
Маори были воинственны и независимы. Несколько страниц из истории показывают их характер. Для европейцев Новую Зеландию в 1642 году открыл Абель Тасман — голландец, назвавший эту страну в честь одной из провинций Нидерландов. Спустя более века её заново открыл Джеймс Кук. Оба путешественника попали в кровавые стычки с маори. В 1762 году французский капитан Сюрвиль, остановившийся у берегов Новой Зеландии, за украденный ялик сжёг целую деревню маори. Спустя десять лет здесь побывал капитан Дюфрен. Он и 26 его матросов были убиты в отместку за деяние Сюрвиля. Преемник Дюфрена сжёг три деревни маори и убил более ста мирных жителей. Эти события навсегда настроили маори против пришельцев из-за океана.

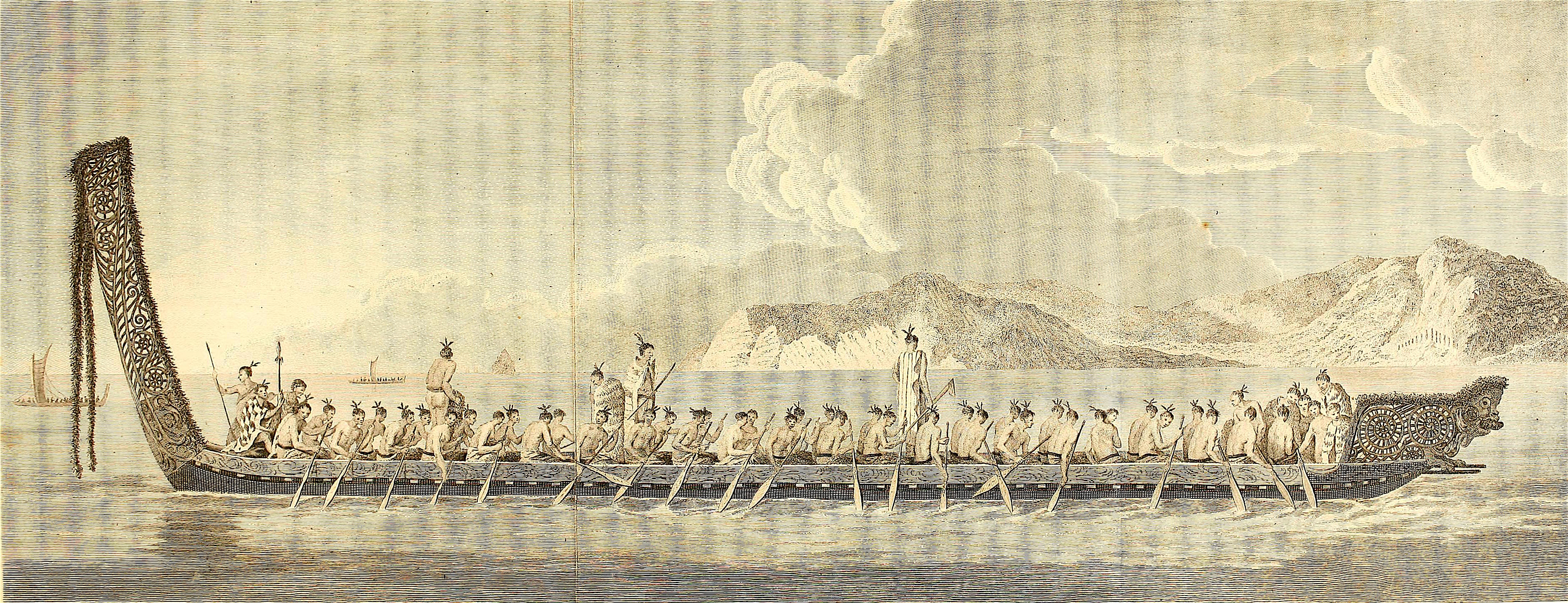
Боевое каноэ маори вака. Рис. участника второй кругосветной экспедиции Дж. Кука, 1773 г.

Вслед за Куком, который нанёс на карту всю береговую линию Новой Зеландии, новооткрытую страну посетило множество европейских и североамериканских китобоев и охотников на тюленей, а также торговых кораблей, менявших пищу, металлические инструменты, оружие и другие товары на лес, продукты питания, артефакты и воду. Эти торговцы принесли маори ряд новых сельскохозяйственных культур и ружья, что коренным образом изменило сельскохозяйственный и военный уклад этого народа. Картофель, который в условиях Новой Зеландии легко выращивался и давал большие урожаи, стал надёжным источником высококалорийной пищи и позволил воинам маори проводить более долгие военные кампании, но особое значение имело огнестрельное оружие, которое маори получили в начале XIX века и начали применять его в межплеменных сражениях во всё возрастающих масштабах.

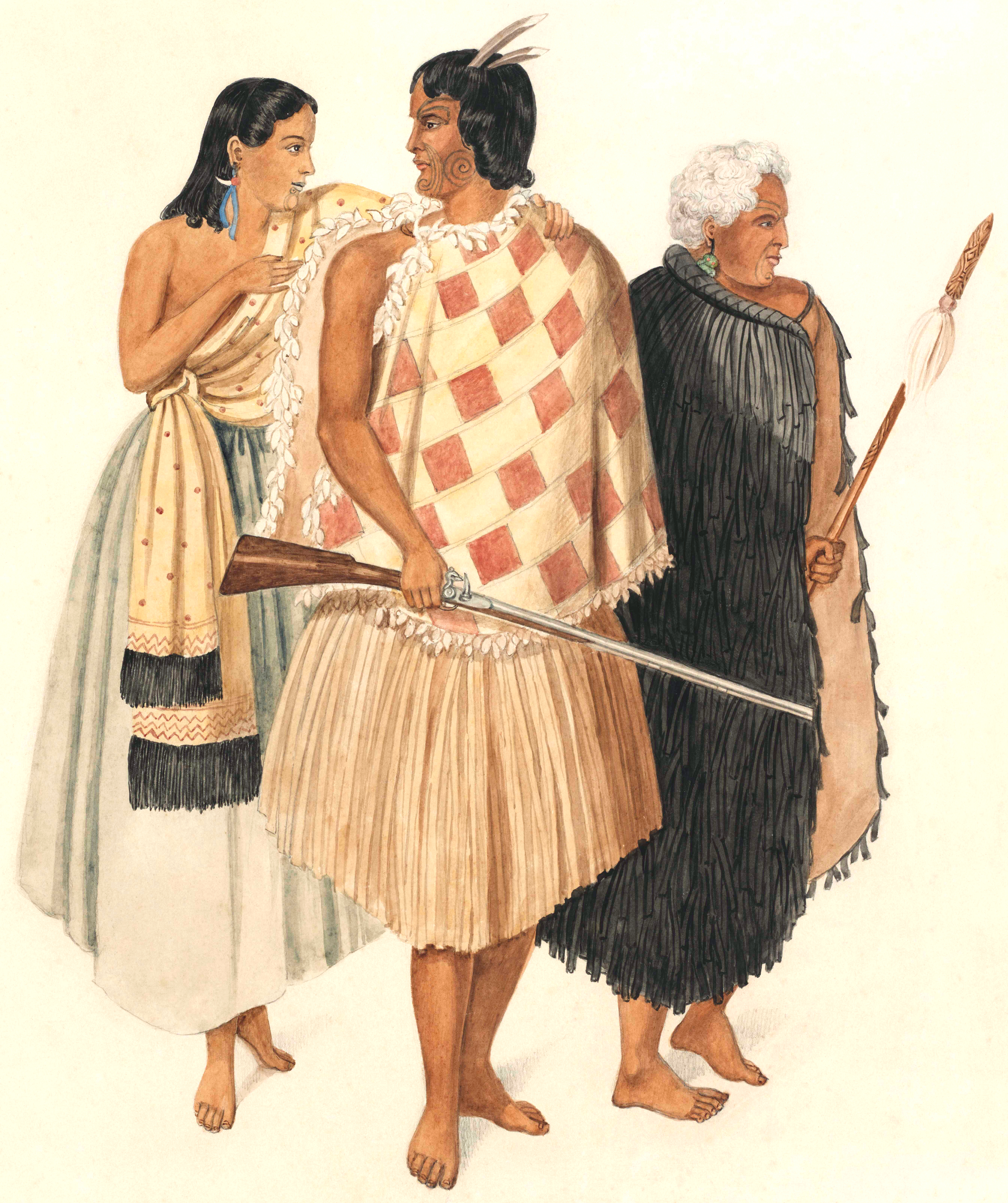
Вождь Хоне Хеке, вооружённый мушкетом, с женой Хариатой и дядей Кавити, держащим дубинку Тайаха. Рис. Дж. Дж. Мерретта, 1846 г.

На десятки лет Новая Зеландия погрузилась в пучину междоусобных «Мушкетных войн» (1807—1845). В ходе межплеменных войн, охвативших почти всю Новую Зеландию, было убито около 20 тысяч маори и ещё десятки тысяч из потерпевших поражение племён были порабощены, ряд племён понесли потери, сильно сократившие их численность, а некоторые племена маори на Новой Зеландии и мирный народ мориори на архипелаге Чатем были почти полностью истреблены. Выжили только те племена маори, которые смогли обзавестись огнестрельным оружием в достаточном количестве. После подписания «договора Вайтанги» в 1840 году «мушкетные войны» постепенно закончились и Новая Зеландия стала владением британской короны. При этом маори потеряли независимость, но добились формального юридического равноправия с британскими гражданами.
С увеличением количества европейских мигрантов вспыхнули конфликты за землю. В конце концов, для «наведения порядка» туда прибыли английские войска, и «мушкетные» войны сменили так называемые «Новозеландские земельные войны» (наиболее известна Война за флагшток 1845—1846 гг.), продолжавшиеся вплоть до 1870-х годов. В итоге, англичане, одержав верх, захватили Новую Зеландию полностью, а у маори было конфискована бо́льшая часть земель. К 1891 во владении у маори осталось только 17 % земель, причём это были худшие земли.

### Упадок и возрождение

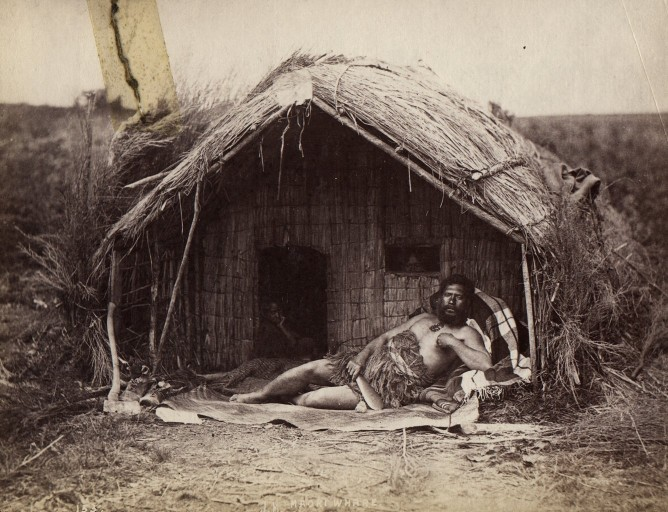
Традиционное жилище маори

В начале XIX века общая численность маори составляла, предположительно, около 100 тысяч человек. В течение XIX века численность автохтонного населения в Новой Зеландии сократилась до 40 % доконтактного уровня; основным фактором этого были завезённые болезни, к которым у маори не было иммунитета.
Одновременно со снижением численности маори шёл другой процесс: после подписания «договора Вайтанги» при поддержке колониальных властей в Новую Зеландию хлынул огромный поток европейских переселенцев. Их количество возросло с менее чем тысячи в 1831 году до 500 тысяч к 1881-му, при этом приезд 120 тысяч из них был оплачен британским правительством. В большинстве своём, они были молоды, в результате чего в Новой Зеландии за этот период у них родилось ещё 250 тысяч детей. Численность же маори, по переписи 1856—1857 гг., составила 56049 человек. Таким образом, маори впервые оказались меньшинством в стране, составив менее 10 % населения. По переписи 1871 года, численность маори упала до 37 520 человек, хотя Те Ранги Хироа (сэр Питер Бак) считал, что это слишком заниженная цифра. В 1896 году численность маори достигла значения чуть более 42 тысяч человек, тогда как европейского населения в Новой Зеландии насчитывалось около 700 тысяч.

## Генетика
У маори субклад C1b2a-M38 Y-хромосомной гаплогруппы C1b достигает 42,59 %, Y-хромосомная гаплогруппа R1-M173 достигает 33,3 %, Y-хромосомная гаплогруппа I-M170 — 9,26 %, Y-хромосомная гаплогруппа G-M201 — 1,85 %, Y-хромосомная гаплогруппа J2-M172 — 1,85 %, Y-хромосомная гаплогруппа J-M304/12f2, Y-хромосомная гаплогруппа P1-M45 (K2b2a) — 1,85 %, Y-хромосомная гаплогруппа K-M9 — 1,85 %. Митохондриальная гаплогруппа B4a1a1 (мутации 1185T, 4769G и 16126C) достигает у маори 85,3 %, на втором месте находится митохондриальная гаплогруппа H — 6,9 %, U5 и T — по 2,6 %, K — 1,7 %, J — 0,9 %.

### Генеалогиямаори
Учёные из новозеландского Университета Отаго провели секвенирование митохондриальных геномов останков первых полинезийцев, поселившихся в Новой Зеландии. В 2012 году они полностью расшифровали митохондриальные геномы четырёх человек, считающихся у местного населения предками, захороненных в большой деревне у переката на реке Вайрау более 700 лет назад.
Результаты анализа оказались неожиданными для учёных: расшифровка обнаружила большое генетическое разнообразие предков маори, в то время как у современных маори наблюдается значительная однородность генетического материала. Ранее этот факт было принято объяснять генетической однородностью первопоселенцев Новой Зеландии. Выдвинута версия, что важным фактором в обеднении генофонда маори является сильное сокращение численности аборигенного населения Новой Зеландии в XIX веке из-за множества инфекционных заболеваний, занесённых в результате контактов с европейцами.

## Политические движения маори

Флаг маори, предложенный в 1998 году

В 1850-х годах, по инициативе известного маорийского проповедника и просветителя Вирему Тамихана, была учреждена символическая должность короля маори. Не имея реальной власти, король (или королева) играет активную роль в общественной деятельности и отстаивании прав коренного народа как политический лидер, представляющий его интересы. Должность «короля маори» не установлена как наследственная; тем не менее, до настоящего времени все короли маори были прямыми потомками Потатау Те Фероферо, первого «короля маори».
В 1892 году маорийское движение «Те Котахитанга» создало для защиты прав своего народа Парламент маори, однако новозеландскому правительству удалось урегулировать споры с маори мирным путём, и в 1902 году этот парламент прекратил деятельность, а маори стали активно участвовать в новозеландской политике. Среди маорийских политиков важную роль играло семейство Мангакахиа (например, Мери Те Таи Мангакахиа была активной поборницей предоставления женщинам избирательных прав в начале XX века).
В XX веке видную роль в новозеландской политике сыграли маорийские деятели Джеймс Кэрролл и Апирана Нгата.
Известной представительницей народа маори является современная оперная певица Кири Те Канава.
В 1951 году в Веллингтоне была основана Лига «Благосостояние женщин-маори». Условия для создания лиги возникли в результате массового переселения маори из сёл в города Новой Зеландии. Президентом организации была выбрана Уина Купер. Через несколько лет отделения лиги открылись по всей Новой Зеландии. Лига занималась, в основном, обеспечением крова, здравоохранением и образованием женщин маори, оказавшихся в непривычной и трудной ситуации в результате переселения в города. К 1956 году лига насчитывала около 300 отделений, 88 окружных советов, и более 4000 членов.
В 1980-е годы благодаря давлению Лиги «Благосостояние женщин маори» и других организаций язык маори был признан одним из официальных языков страны, что было установлено Актом о языке маори от 1987 года.
7 июля 2004 года была основана Партия маори (маори Tōrangapū Māori) — политическая партия Новой Зеландии. Партия провозгласила 8 уставных «маори kaupapa» — партийных целей — и выступает, в частности, за отстаивание ценностей коренных народов и обязательное изучение культурного наследия коренного народа в новозеландских школах.

## Язык
Язык маори относится к полинезийской группе австронезийской семьи. Внутри Полинезии относится к восточнополинезийским языкам, которые, в свою очередь, входят в подгруппу ядернополинезийских языков. Существует около десятка диалектов этого языка, особенно сильны различия групп диалектов Южного и Северного островов. Тем не менее, все диалекты языка маори взаимопонимаемы.
Хотя язык маори не относится к исчезающим, сейчас он подвергается сильнейшему вытесняющему давлению английского языка. По данным опроса 2001 года, число свободно владеющих родным языком маори составляет лишь 9 %, или около 30 тысяч человек. Перепись 2006 года выявила, что лишь 4 % населения Новой Зеландии, или 23,7 % маори, может более или менее сносно разговаривать на своём родном языке.

## Традиционное хозяйство, быт и обычаи

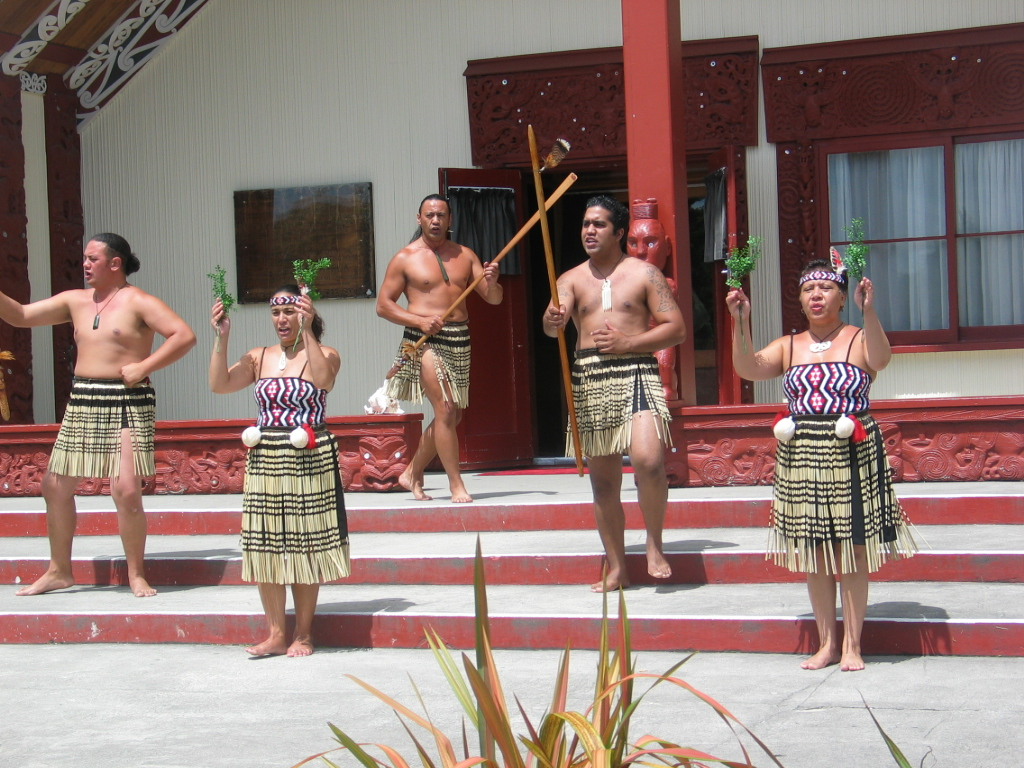
Маори приветствуют гостя

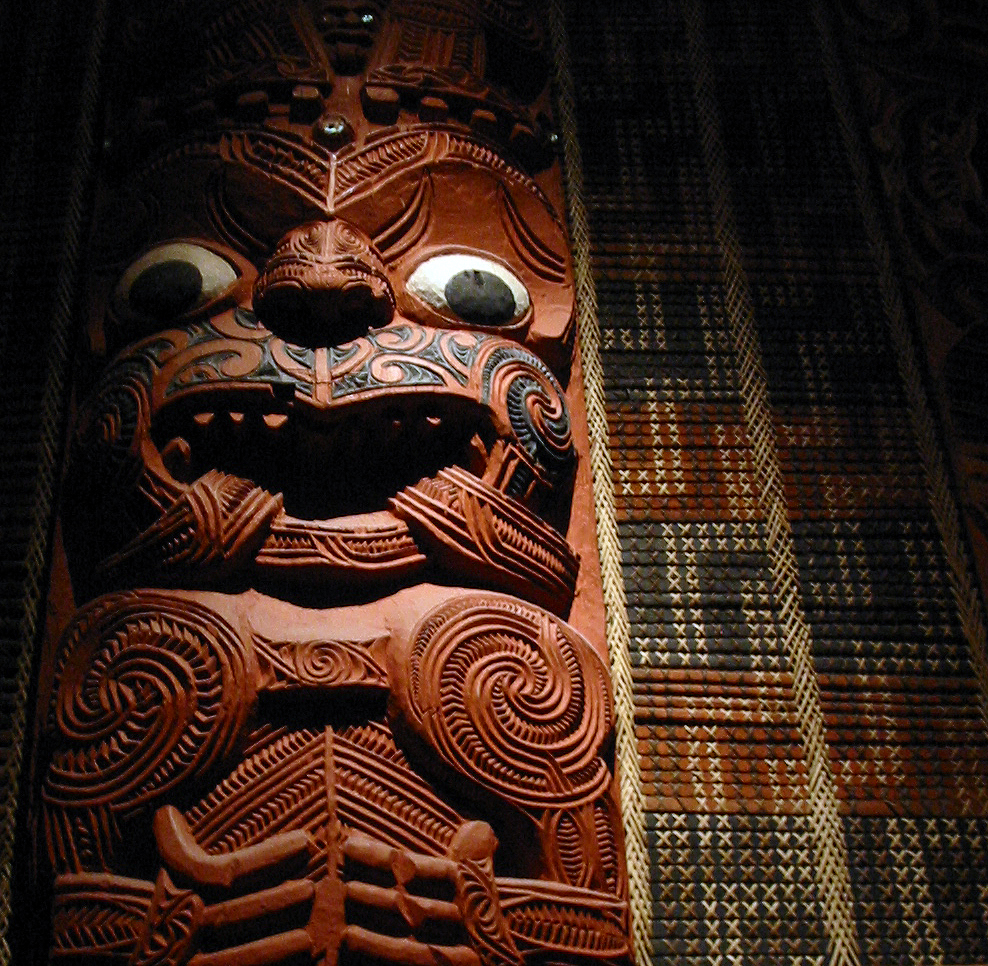
Резьба по дереву

Традиционное занятие — подсечно-огневое земледелие. Основа кухни — таро, папоротники, ямс, батат. Собака была единственным домашним животным. Двух других домашних животных, свиней и кур, широко распространённых в большей части Полинезии, до контактов с европейцами маори не знали, что указывает на раннее обособление маори от других полинезийских народов после заселения ими Новой Зеландии. Охотились маори на гигантских птиц моа, которые в результате были истреблены в XVII—XVIII веках. Большая часть современных маори занята в сельском и лесном хозяйстве.
Искусства — ткачество, плетение, строительство лодок, развитая резьба по дереву. Основной элемент орнамента — спираль, который имел массу вариантов. Анимистических мотивов не было, главные фигуры в сюжетах — человекоподобные. Это легендарные предки, или божество тики. Резьбой были украшены дома — в первую очередь, общинные — нос и корма лодок, амбары, оружие, саркофаги и почти все предметы быта. Кроме этого, маори вырезали статуи предков. Обычно такая статуя стояла в каждой деревне.
Лодки маори имели, как правило, — один корпус без аутригера, широко распространённого в остальной Полинезии. Упоминания о двухкорпусных лодках единичны и, вероятно, вызваны ошибочной идентификацией с катамараном из-за практики маорийских рыбаков временно сцеплять два каноэ во время рыбной ловли большими сетями. Основным типом лодок были каноэ вака, достигавшие длины 70 футов (свыше 20 м).
Традиционное поселение (па) было укреплено деревянной оградой и рвом. Дома (фаре) строили из брёвен и досок, в отличие от остальных полинезийцев. Фасад всегда смотрел на восток или на север. Крыша — соломенная; использовались также толстые пласты соломы для стен. Пол опускался ниже уровня земли, что необходимо было для утепления, поскольку климат Новой Зеландии намного холоднее, чем на Гавайях или Таити.
По этой же причине отличалась от общеполинезийской одежда маори. Они делали плащи и накидки, женщины носили длинные, до колен, юбки. Материал изготовляли из новозеландского льна, в ткань вплетали собачьи шкурки и птичьи перья. Маорийское искусство плетения одежды «танико» обеспечивало не только практичность, но и высокие эстетические качества одежды. Перьевой плащ, или kahu huruhuru, отражал высокий социальный статус его обладателя, а также использовался в различных церемониях. Наиболее высоко ценились плащи из перьев птиц гуйя и киви (особенно из редких особей-альбиносов). Для менее ценных, но более разнообразных по цветовому исполнению перьевых плащей использовались перья лесных голубей (белые с грудки и чёрные со спины), тёмно-синие перья местных попугаев какапо.
Кроме жилых домов, в поселениях были общинные дома (фаре-рунанга), «дома развлечений» (фаре-тапере), а также школы — «дома знаний» (фаре-кура), в которых опытные мастера, жрецы, художники обучали молодёжь.

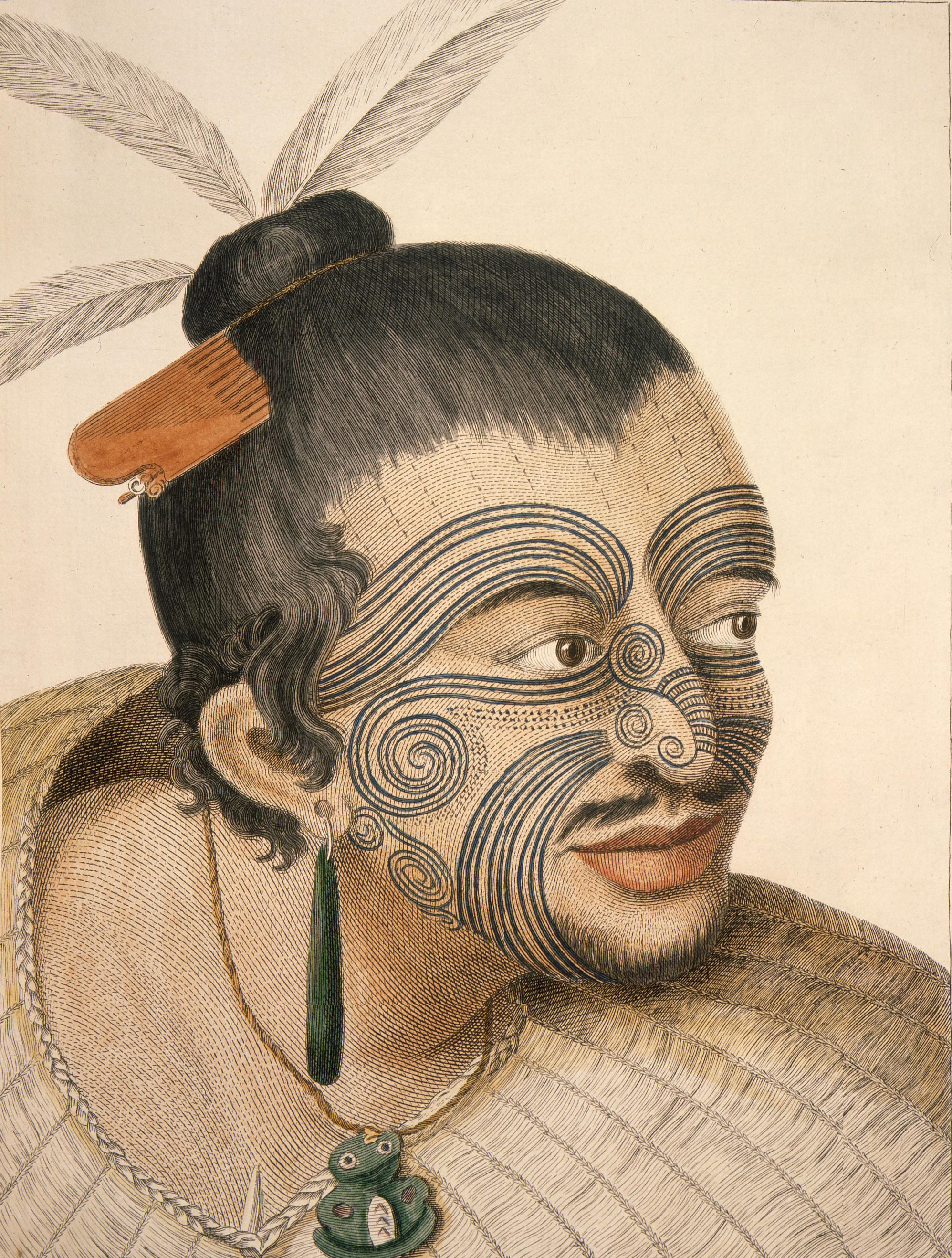
Вождь маори с татуировкой на лице, 1784 год

Воины маори использовали различные виды холодного оружия — таиаха, представляющее собой шест, нечто среднее между копьём и палицей, копьё (кокири), дротик (хуата). Использовалась также короткая боевая палица мере (изготавливалась обычно из камня или китовой кости). В охоте использовали силки. Использования металлов маори до контактов с европейцами не знали. Главным орудием в сельском хозяйстве была палка-копалка. Инструментом для резьбы по дереву и для других работ, а также и для нанесения татуировки, был резец из нефрита или жадеита. Из нефрита также делали навершия кистеней мере и наконечники боевых копий-дубинок таиаха. Кроме того, некоторые виды оружия изготавливались из китовой кости или твёрдых пород дерева.
Существует стереотип, что маори были якобы жестокими прирождёнными воинами, однако в действительности военная деятельность и связанные с ней практики, такие как каннибализм, не были преобладающей частью культуры маори.
Другой значительной традицией маори является татуировка, которой покрывали лица и тела вождей и выдающихся воинов. Татуировщики (как мужчины, так и женщины) высоко почитались в обществе маори: они много зарабатывали и считались неприкосновенными. Основное отличие маорийской татуировки та-моко от обычной заключается в том, что моко наносится на кожу с помощью специального зубила ухи (маори uhi), создающего на коже небольшие рубцы, а не посредством игл. В конечном итоге кожа теряет свою гладкость, и на ней появляются углубления.
Татуировка показывала высокий общественный ранг вождя и воина, поскольку на татуировку было нужно много времени и средств для оплаты услуг мастера-татуировщика. В то же время это была инициация — проверка на выносливость, так как процедура нанесения татуировки весьма болезненная.

## Фотографии представителей народа маори

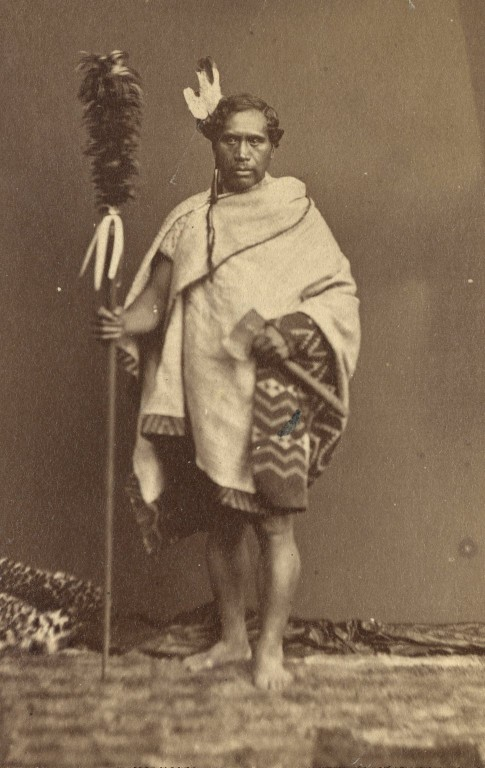
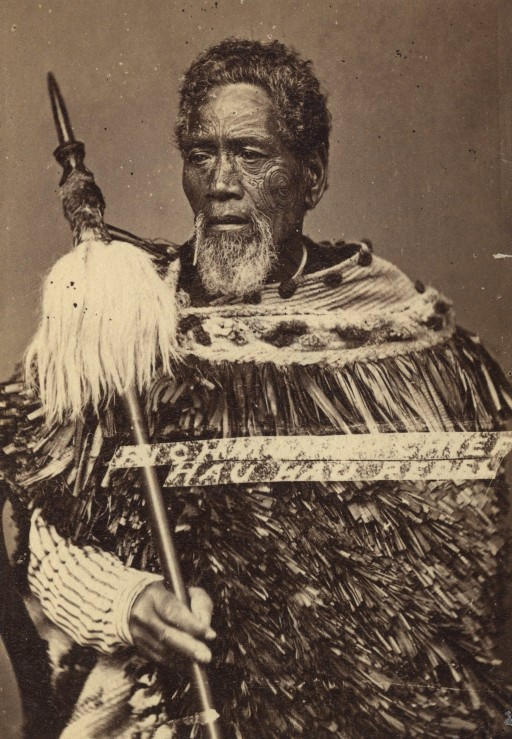
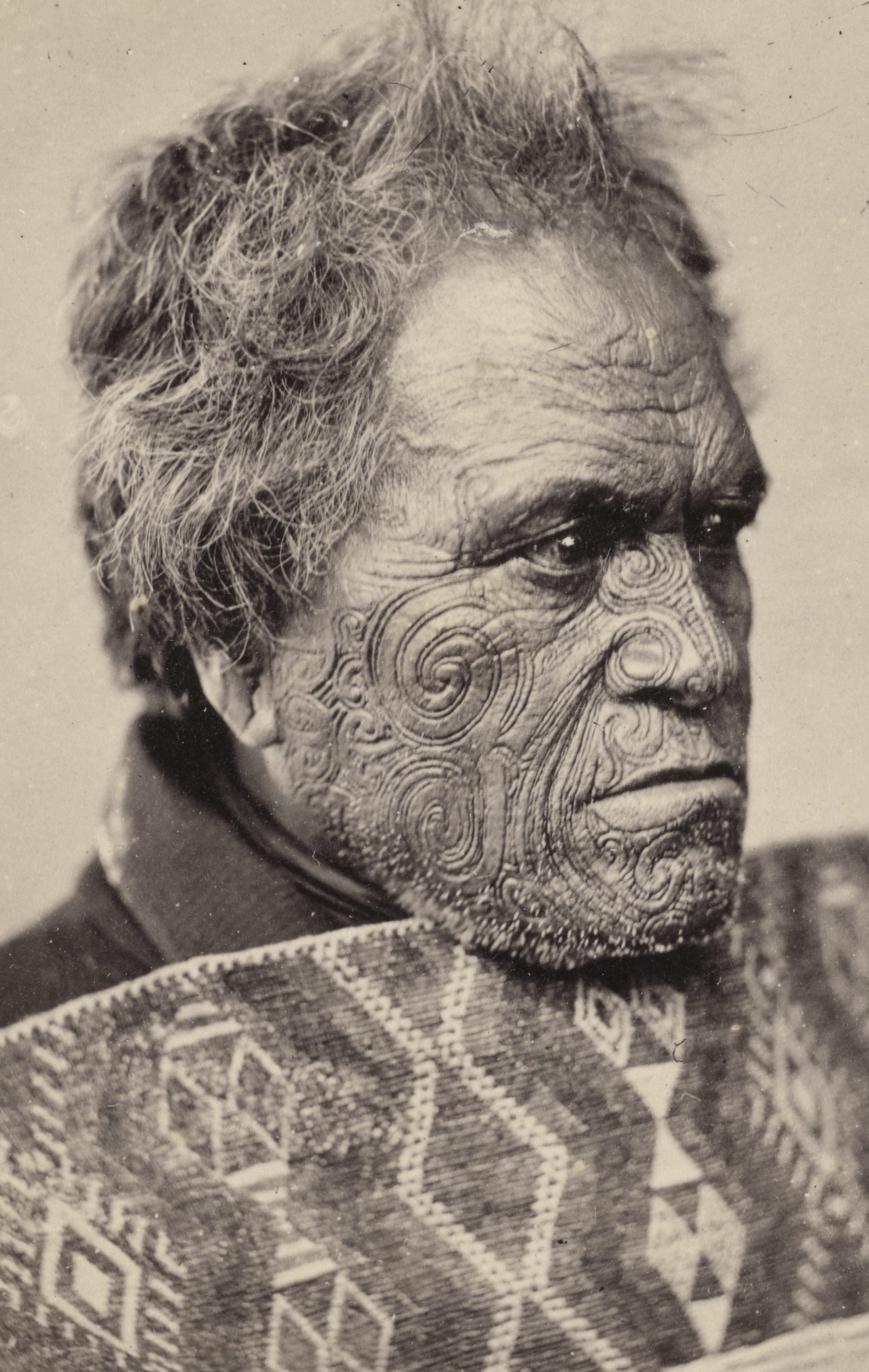
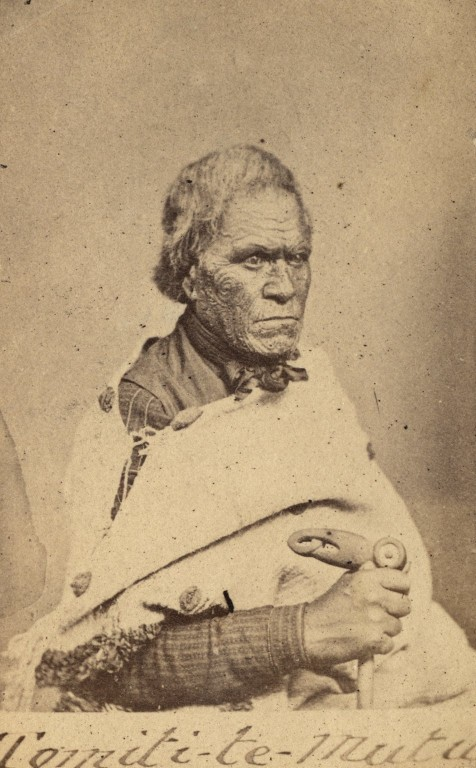
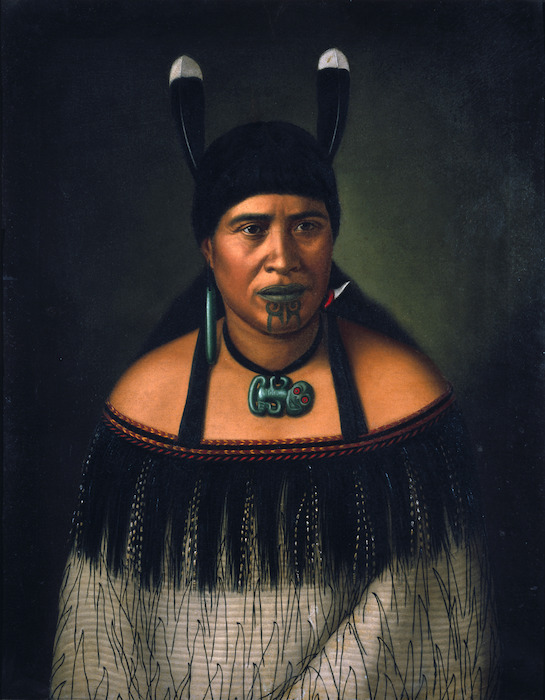
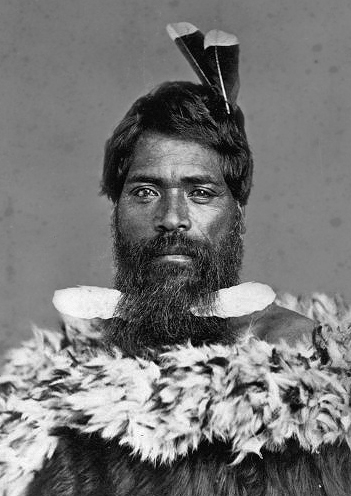
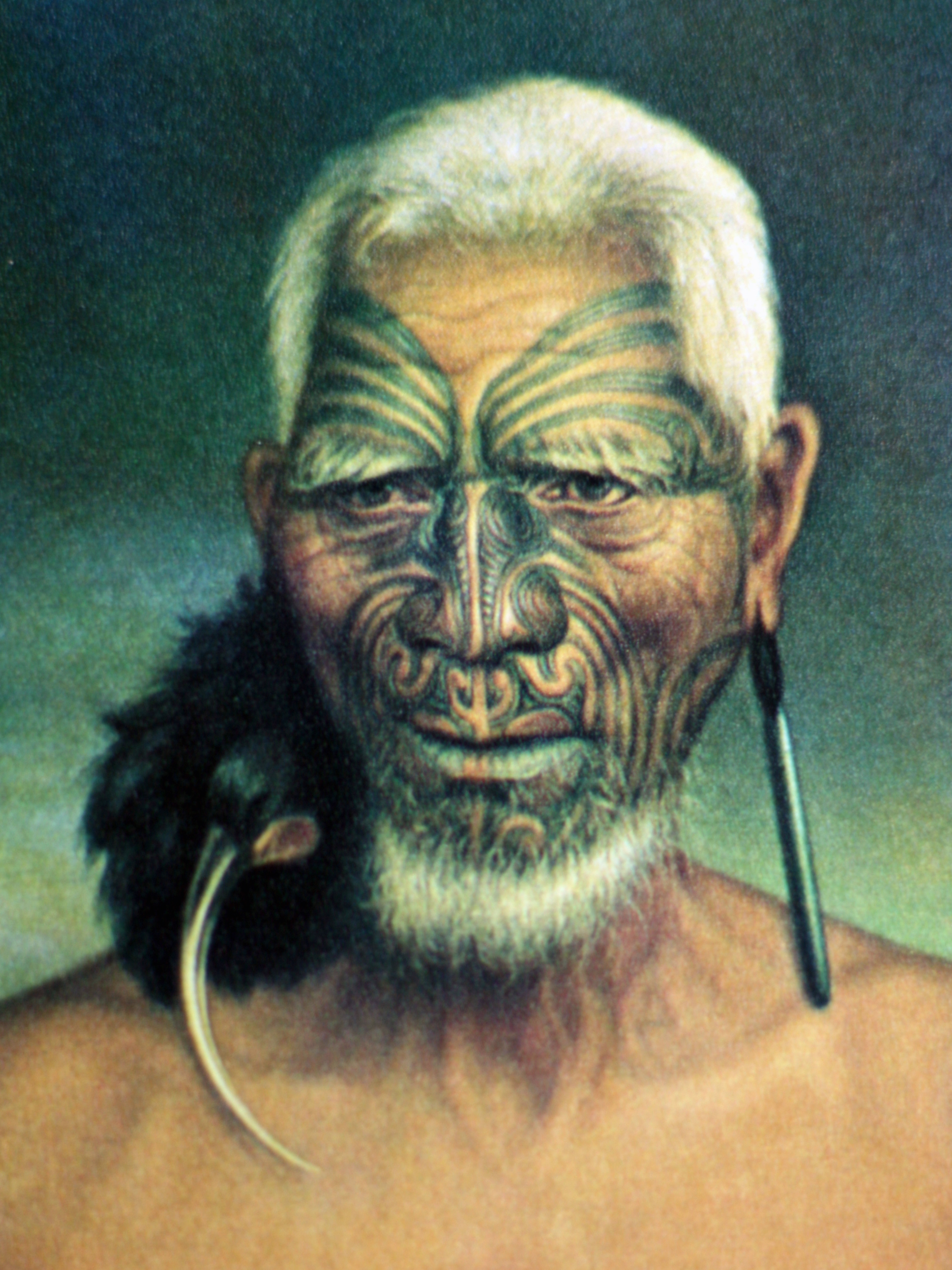
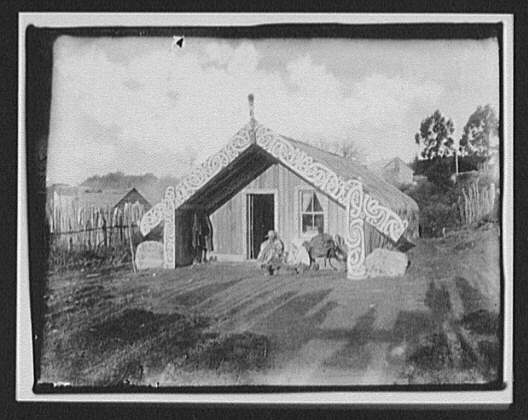

## Социальные отношения

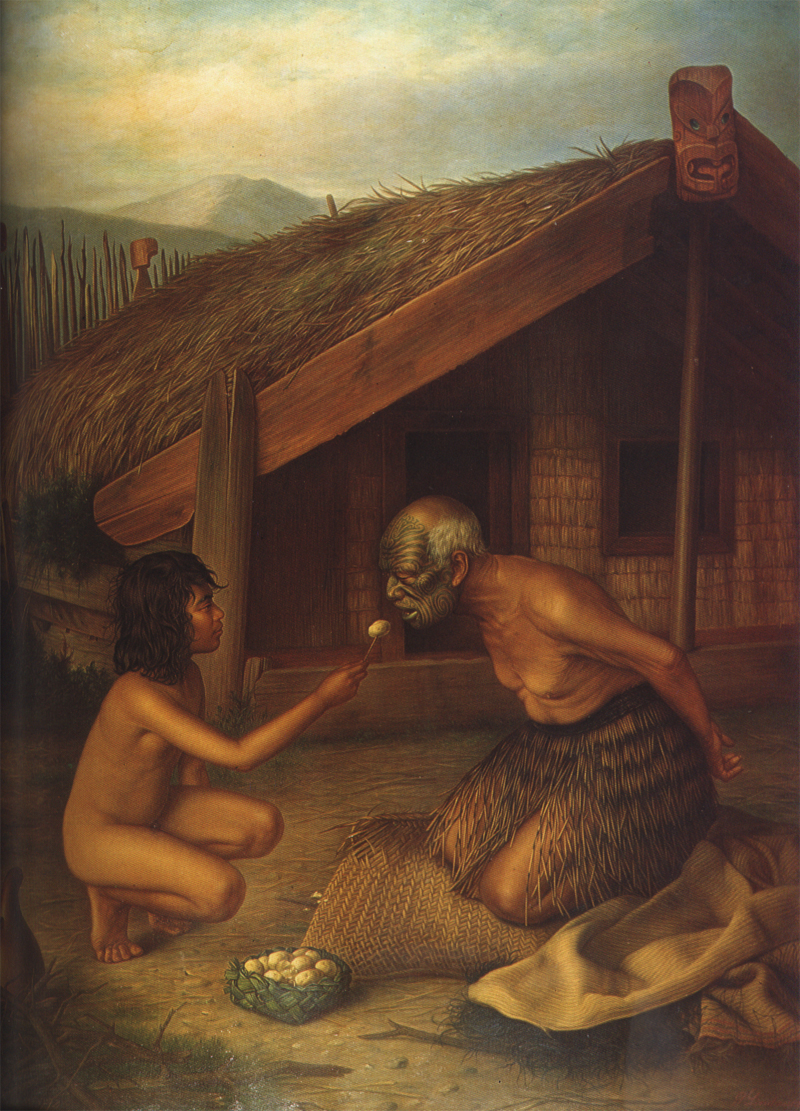
Тохунга, соблюдающий табу. Худ. Готфрид Линдауэр

Общество маори являлось стратифицированным и было устроено примерно так же, как и в остальной Полинезии. Здесь выделялись те же классы: знать (рангатира), рядовые общинники (тутуа), рабы-пленные (таурекарека). Среди знати особо выделялись вожди (арики). Почётом пользовались жрецы (тохунга). Словом «тохунга» обозначали также и художников (резчиков). Община (хапу) состояла из одной деревни и делилась на группы (ванау), то есть 1—2 дома.

## Духовная культура
В целом, культура маори значительно отличается от культуры других полинезийцев, причина чему — другие природные условия. В области духовной культуры они сохранили много полинезийского, но создали и своё, самобытное наследие.
У маори популярны мифологические, этногенетические, генеалогические легенды, предания о переселении племён.
Они почитают общеполинезийских богов: Тангароа, Тане, Ту, Ронго. У них существовал тайный культ Ио — высшего единого бога, Творца всей вселенной. Неизвестно, существовал ли этот культ ранее или же он был создан после контактов с европейцами, в противовес проникшему сюда христианству. Кроме богов, пантеон маори включал много второстепенных персонажей, духов, демонов, чудовищ, и т. д. Почитаются также предки (тупуна). В настоящее время существует синкретическая секта — паи-марира.
Основные понятия: атуа — «бог» или «дух» вообще, мана — «магическая сила», понатури — «демон, дух, обитающий в океане», кехуа — «призрак», копуваи — «чудовище с человеческим телом и головой собаки» и др. Тики — полинезийский Адам, Хина — полинезийская Ева. Мауи — культурный герой.
Развиты песни и танцы, существовали примитивные музыкальные инструменты. Известность получили два местных танца — хака и пои.
Известна настольная игра маори восточного побережья — му-торере.